# 穆罕默德·艾丁
穆罕默德·艾丁（德語：Mehmet-Can Aydın；2002年2月9日—）是一位德國足球運動員，在場上的位置是右中場。他現在效力於沙爾克04。